# ダイイチルビー
ダイイチルビー（欧字名:Daiichi Ruby、1987年4月15日 - 2007年4月26日）は、日本の競走馬、繁殖牝馬。
1991年のJRA賞最優秀5歳以上牝馬、JRA賞最優秀スプリンターである。同年の安田記念（GI）、スプリンターズステークス（GI）を優勝した。その他の勝ち鞍に、1991年の京王杯スプリングカップ（GII）、京都牝馬特別（GIII）。
父はスピードに長けた「天馬」トウショウボーイ、母系もスピードに長けた「華麗なる一族」マイリー。おまけに母と母母は、共にJRA賞受賞のハギノトップレディ、イットーである。スピードの一流馬同士の配合は「夢の配合」と形容され、破格の1億円で取引された。
名前とその取引価格から「1億円牝馬」と呼ばれ、期待を集めながら、牝馬として史上初めてグレード制導入後の安田記念を優勝。牝馬として史上初めて2回牡馬を退けてGI優勝を成し遂げた。総獲得賞金は4億円に到達し、牝馬の歴代最高賞金記録を樹立した。

## デビュー前

### 華麗なる一族
荻伏牧場は1957年、それまで4、5頭しかなかった繁殖牝馬を拡充するために、イギリスから船を用いて複数頭を導入。スエズ動乱のためにスエズ運河が使えず、遠回りしてケープタウン経由で日本に至っていた。そして到着して横浜港に降り立った1頭が、マイリーである。マイリーは、ニアルーラを受胎した状態で乗船していた。船の中で出産する可能性が存在したが、入国2日後の動物検疫所内で出産を迎えている。その仔は神奈川県産、ぎりぎりのタイミングで内国産馬に分類された。キューピットという名で競走馬となり、1961年の阪神牝馬特別など9勝を挙げた。その後、キューピットは繁殖牝馬となったが、仔出しが悪く2頭しか遺せなかった。片方のヤマピットは、1967年優駿牝馬など9勝。ただし、繁殖となったヤマピットは1頭、牡馬のボージェストを遺したのみで死亡し、後継を遺せなかった。
キューピットの仔のもう片方、ヤマピットの妹にあたるミスマルミチは8勝をあげて活躍中だったが、姉の死を受け、牝系を維持するべく急遽繁殖にまわっていた。初年度は、オーナーの斉藤隆の好きな種牡馬ヴェンチアと交配する。そうして産まれたのが、牝馬のイットーだった。イットーは、春のクラシック直前に、深管骨瘤、コズミを発症して、確勝と見られていた桜花賞を回避。続く優駿牝馬も回避。治癒後、夏の函館競馬場で逃げ切り、レコード優勝。牝馬三冠競走の最終戦エリザベス女王杯を目指して京都牝馬特別に臨むも、キシュウローレルの落馬骨折のあおりを受けて、10着敗退。7針縫う怪我、エリザベス女王杯も断念していた。不運に見舞われたクラシックだったが、古馬となってからは高松宮杯を逃げ切り優勝し、牡馬相手に実力証明。通算7勝を挙げた。引退の原因は、7針縫う怪我から1年後、再び京都牝馬特別にて、自らの後ろ脚で自らの前脚を蹴って怪我したためだった。
繁殖となったイットーの初年度は、荻伏がフランスから導入した種牡馬サンシーと交配する。そして産まれたのが、ハギノトップレディだった。ハギノトップレディは、デビュー戦を快速で飛ばして、日本レコードで優勝。その後怪我するも、クラシック直前に復帰し、イットーの出走できなかった桜花賞に出走。快速飛ばしてハイペースで引っ張り、そのまま逃げ切り優勝。優駿牝馬は大敗するも、秋のエリザベス女王杯で再び逃げ切り、牝馬二冠を果たした。古馬となってからは、宝塚記念からアメリカのアーリントンミリオン遠征も予定されたが、宝塚記念4着で遠征は断念。代わりに出走した高松宮杯で逃げ切り、後方に6馬身差の優勝。母娘高松宮杯制覇という快挙を成し遂げて、通算7勝で引退していた。
マイリーの子孫から、ヤマピット、イットー、ハギノトップレディ、加えてハギノトップレディの弟であるハギノカムイオーが活躍。荻伏牧場が維持、発展してきたこの牝系マイリー系は、志摩直人により「華麗なる一族」と名付けられ、広く使われるようになっていた。

### 誕生までの経緯
繁殖牝馬となったハギノトップレディは、イギリスに渡り、当地のダービー優勝馬グランディと交配して帰国する。そして日本で産み落とされた牝馬ハギノグランディは、当歳で怪我をして競走馬としては絶望となった。切り替えて牝系を維持するべく繁殖牝馬の用途を期待し、何とか存命させていたが果たせず死亡してしまう。その後2年目は、アイルランドのサンプリンスと交配して受胎した牝馬は生後直死。日本に輸入されたグランディと再び交配した3年目、産まれた牝馬も膝が悪く不出走、即繁殖牝馬となっていた。4年目、アイルランドのヴァリィフォージュと交配して産まれたのは牡馬だった。
5年目、1986年の交配相手は、初めてとなる内国産種牡馬トウショウボーイだった。内国産種牡馬が軽視され、輸入種牡馬が優遇される時代にありながら、産駒には三冠馬ミスターシービーや阪神3歳ステークス優勝馬ダイゼンキングなどGI優勝馬が誕生していた。競走馬としては卓越したスピードを見せたことから「天馬」、種牡馬としては産駒の勝ち上がり率の高さから「お助けボーイ」と崇められていた父と、スピードで以て大レースを逃げ切り、それも「華麗なる一族」のメインストリートの血が通う母という超一流2頭の組み合わせは、『優駿』によれば「人間でいうならば、カール・ルイスとフローレンス・ジョイナーが結婚してできた子供ようなもの……現在の日本のサラブレッドの中で考えられる最高の"夢の配合"」だったという。
1987年4月15日、荻伏牧場にて、ハギノトップレディの5番仔である黒鹿毛の牝馬（後のダイイチルビー）が誕生する。偉大な両親のもとに生まれたが、前脚の蹄に左右差がある不安を抱えていた。1988年春に牧場を訪れた栗東トレーニングセンター所属調教師の伊藤雄二と、冠名「ダイイチ」で知られる馬主の辻本春雄が、この5番仔を視察している。伊藤は仔の外見、脚の不安を見て、この仔の将来は明るくないと考え、管理に前向きではなかった。しかしいざ5番仔が動き出すと、その走り方は「すごい動き……同じ歳の馬とは一段階レベルが違っていた」という。伊藤は一転して管理を受け入れることとなった。
牧場は、生産馬を全て売却しており、繁殖牝馬となった時に買い戻すという方針だった。この5番仔も、辻本に売却されている。その売却価格は「破格」の一億円だった。5番仔には、辻本の冠名「ダイイチ」に「ルビー」を組み合わせた「ダイイチルビー」という競走馬名が与えられる。3歳となった1989年11月、ダイイチルビーは、伊藤厩舎に入厩する。伊藤は辻本に「3歳で使ったら間違いなく壊れるので4歳まで辛抱してくれ」と頼んだという。

## 競走馬時代

### 4歳（1990年）
2月25日、阪神競馬場の新馬戦（芝1600メートル）に、前年のリーディングジョッキー武豊が騎乗してデビュー。単勝オッズ1.2倍に支持された。スタートから楽にハナを奪取、そのまま先頭で直線に向いた。先頭を脅かされることなく逃げ切り、後方に5馬身差をつけて初勝利を挙げた。このパフォーマンスから桜花賞出走を視野に入れ、トライアル競走の報知杯4歳牝馬特別に登録。1勝馬でも出走の可能性はあったが、抽選で漏れてしまった。3月24日のアネモネ賞（500万円以下）にまわり、2馬身差をつけて連勝を果たした。2勝馬の身で目標の桜花賞に登録。出走できる可能性はあったが、再び抽選で漏れてしまい、出走が叶わなかった。渋々「残念桜花賞」と呼ばれていた4月8日の忘れな草賞（OP）にまわり、単枠指定の1番人気の支持されたが、重馬場に苦戦した。トーワルビーに2馬身半及ばず、2着に敗れた。
目標を桜花賞から優駿牝馬（オークス）に切り替えて関東に遠征。4月29日、東京競馬場のトライアル競走、サンケイスポーツ賞4歳牝馬特別（GII）に1番人気で出走する。ここまで騎乗し続けた武が、京都競馬場の天皇賞（春）にスーパークリークで参戦したため、乗り替わりとなった。武の代打として初めに関東の若手横山典弘に騎乗依頼を行ったが、横山が先約の9番人気キョウエイタップを選択して断られていた。結局増沢末夫が起用されて参戦する。スタートから先行して好位の4番手を追走。直線で抜け出したが、道中最後方待機から追い上げた横山のキョウエイタップにゴール手前で差し切られた。クビ差及ばず2着となったが、優先出走権を確保する。
5月20日、目標の優駿牝馬（オークス）（GI）に武が舞い戻って出走。デビューから無敗の5連勝で桜花賞を制したアグネスフローラと初対決となった。河内洋騎乗のアグネスフローラが2.5倍の1番人気、6.8倍の2番人気がダイイチルビー。以下、ケリーバッグ、キョウエイタップ、ゾウゲブネメガミと続いた。2枠4番のダイイチルビーは、スタートで出遅れてしまった。後方待機から直線で追い込んだものの、6馬身以上離された5着に敗れた。この後は、荻伏牧場で休養する。
9月1日に、栗東に帰厩。トライアル競走のローズステークスから、牝馬三冠競走の最終戦・エリザベス女王杯に臨むローテーションが計画された。まず10月21日、ローズステークス（GII）に、武が騎乗して3.2倍の1番人気、優駿牝馬優勝馬エイシンサニーや、サファイヤステークス優勝馬・3連勝中の夏の上がり馬ヌエボトウショウを上回る支持を集めた。スタートから先行し、前に7番人気カツノジョオー、10番人気イクノディクタスを置く3番手を追走した。前2頭に接近しながら最終コーナーを通過、直線を向いたがそれ以降伸びなかった。カツノジョオー、イクノディクタスがそのまま逃げ切りワンツーフィニッシュ、それらに2馬身以上離された5着に敗れた。エリザベス女王杯の優先出走権を獲得したものの、11月6日、右後脚にフレグモーネを発症した。伊藤はダイイチルビーの本領発揮を翌年以降と考えて回避。年内全休となる。

### 5-6歳（1991-92年）

#### 京都牝馬特別、京王杯スプリングカップ
年をまたいで古馬となり、1月7日の洛陽ステークス（OP）で始動。このレースから「牝馬の河内」の名で知られる河内に乗り替わった。スタートで出遅れて追い上げたものの、プリティハットに半馬身届かず2着。続いて1月27日、京都牝馬特別（GIII）に臨む。阪神牝馬特別優勝から臨むメインキャスター、マイルチャンピオンシップ3着のサマンサトウショウに続く3番人気だった。好スタートしたものの控え、中団を追走。直線では馬場の内側を突いて抜け出し、追いすがるユーセイフェアリーに半馬身差、大外から追い上げるサマンサトウショウに約2馬身差をつけて、先頭で入線した。重賞初勝利を挙げる。河内は「手応えから受けた印象はまだまだ余力十分だったし、牡馬に混じってのレースでも引けをとらないと思います」と述べている。
続いて関東に遠征し、2月24日の中山牝馬ステークス（GIII）にトップハンデの56キログラムを課されながらも1番人気で臨む。スタートから2番人気ユキノサンライズがハナを奪って逃げる一方、ダイイチルビーは好位を追走した。そのまま好位で迎えた直線、逃げるユキノサンライズを追いかけたが、届かなかった。ユキノサンライズに逃げ切りを許し、それに1馬身4分の3差以上後れを取った3着に敗れる。
4月21日、再び関東に遠征し、京王杯スプリングカップ（GII）に臨む。牡馬の一線級との初対決となる中、GI2勝のバンブーメモリー、朝日杯3歳ステークス優勝馬サクラホクトオーに続く6.7倍の3番人気の支持された。以下、ストロングクラウン、ダイタクヘリオス。中山牝馬ステークスの後に中山記念も制して連勝中のユキノサンライズは6番人気だった。8枠16番からスタートし、好位の外側を追走。直線入って間もなくして前を行く3、4頭をかわし、抜け出して独走。後方から追い込んだバンブーメモリーは4着までで、上位は先行勢同士の決着となった。2番手を追走したユキノサンライズに1馬身4分の3馬身差をつけて先頭で入線、重賞2勝目を挙げる。河内は「この馬もここにきて大分力を付けてきた。安田記念でもいい結果を出せそうだね。」と述べている。

#### 安田記念
5月12日、安田記念（GI）に臨む。グレード制が導入されてから牝馬の優勝はなかったが、5.7倍の2番人気に支持される。1番人気は武騎乗、前々年の優勝馬、オグリキャップにハナ差まで迫った経験のあるバンブーメモリーが1.7倍、単枠指定だった。前走で4着に下したものの、叩き2戦目となるバンブーメモリーが人気で上回っていた。3番人気以降は、1500万円以下、谷川岳ステークスと連勝中のレオプラザ、サクラホクトオー、ユキノサンライズ、阪神3歳ステークス優勝馬ラッキーゲランと続いていた。
2枠4番から、他に少し後れを取るスタートで、後方を追走する。傍らにはバンブーメモリーがおり、しばらく並走する形、次第にバンブーメモリーが3、4頭前に行っていた。前方ではシンボリガルーダがハナ争いを制して逃げていたが、ペースは緩まなかった。1000メートル地点を57.6秒で通過するハイペース、後方待機のダイイチルビーやバンブーメモリーに向く展開となった。最終コーナーにかけて、逃げ・先行勢が後退し、代わりに中団外にいた10番人気ダイタクヘリオスが抜け出す。いまだ後方の人気馬2頭は、バンブーメモリーは内側へ、対してダイイチルビーは外側に持ち出して、ダイタクヘリオスを追った。内のバンブーメモリーが進路を探して苦戦する一方、ダイイチルビーは大外から末脚を発揮。ダイタクヘリオスを並ぶ間もなくかわし、先頭で入線する。粘り込んだダイタクヘリオスに1馬身4分の1差、馬場の最も内側に進路を見つけて追い上げたバンブーメモリーに1馬身4分の1+クビ差をつけて優勝を果たす。
グレード制が導入されて以降、史上初めてとなる牝馬による安田記念優勝となった。河内は「ダッシュが良ければ行くつもりだったのですが、出負けしてしまったので後方からの競馬になりました（中略）枠が枠だったので無理せず控えた（中略）バンブーメモリーが動いた時に一緒に行こうかと思いましたが、足をためる意味でも4コーナーまでジッと我慢したんです（中略）最後はよく伸びてくれました。」と述べている。

#### 3連続2着
安田記念優勝後は続戦し、7月7日、中京競馬場の高松宮杯（GII）に臨む。陣営は4歳のエリザベス女王杯を回避した時点で2000メートル以上のレースには使わないと決めていたが、高松宮杯は、父トウショウボーイのみならず、母ハギノトップレディ、母母イットー、叔父ハギノカムイオーが優勝しているダイイチルビーにとって特別な重賞であったために出走する。母・娘・孫娘による三代同一重賞優勝が期待されて、1.4倍の1番人気に支持された。相手にはGIII勝利のホワイトアローやGIII2着のトーワルビーが推されており、8頭中5番人気には安田記念2着のダイタクヘリオスもいた。当日は良馬場、中京競馬場史上2番目となる約4万6000人に見守られながらの競走となった。
スタートからトーワルビーが逃げて、ダイタクヘリオスが2番手、ダイイチルビーはそれに次ぐ3番手だった。トーワルビーがハイペースで引っ張って早々に脱落。代わって逃げ切りたいダイタクヘリオス、差し切りたいダイイチルビーという体制で最終コーナーを通過した。直線では、河内がダイイチルビーを促したものの、末脚を繰り出せなかった。それでもダイタクヘリオスを徐々に追い詰め、ゴール寸前で並びかけることに成功、横並びで入線する。2頭の優劣は写真判定に委ねられ、ダイタクヘリオスのハナ差先着が認定。ダイイチルビーの2着敗退となり、三代同一重賞優勝の快挙はお預けとなった。その後は、荻伏牧場で夏休み、カリブソングやリンドシェーバーとともに過ごしていた。秋の目標をマイルチャンピオンシップとスプリンターズステークスに定め、始動戦をスワンステークスとしていた。
10月26日のスワンステークス（GII）では、2.5倍の1番人気という支持。4連勝中のジョーロアリング、この年勝ちがないバンブーメモリー、ダイタクヘリオスとの対決となった。スタートから先行し、直線では外に持ち出した。前を捉えて先頭に立ちかけたが、内から5番人気ケイエスミラクルに台頭を許した。ケイエスミラクルとダイイチルビーはいずれも日本レコードで走破していたが、ケイエスミラクルにクビ差及ばず2着に敗れた。
続いて11月17日、目標のマイルチャンピオンシップ（GI）では、1.8倍の1番人気という支持。再びケイエスミラクル、バンブーメモリー、ダイタクヘリオスとの対決となり、中でも日本レコード決着の2頭の組み合わせの馬番連勝は3.4倍だった。3枠5番からスタートしたが出遅れ、その直後にバンブーメモリーに接触してしまい後方からの追走。直線で外に持ち出して追い込むも、スタートから快調に飛ばし、早めに仕掛けてリードを作ったダイタクヘリオスが失速せず、届かなかった。ダイタクヘリオスに2馬身半後れを取る2着。再びダイタクヘリオスに敗れ、三連続2着となった。

#### スプリンターズステークス
12月15日、スプリンターズステークス（GI）に臨む。バンブーメモリーが引退、ダイタクヘリオスが有馬記念に向かっており、マイルチャンピオンシップ3着のケイエスミラクルとの一騎打ちの様相を呈した。ケイエスミラクルが2.2倍の1番人気となり、ダイイチルビーが3.0倍の2番人気だった。以下、レオプラザとサクラミライが9倍台の支持だった。
再びスタートで出遅れて後方待機、ハイペースを追走する。1番人気のケイエスミラクルは好位から進出を企んでいた。最終コーナーではケイエスミラクルが接近して先頭を窺い、ダイイチルビーは外に持ち出さず馬群の中に突入する。ケイエスミラクルの背後、「3馬身ほど後方、その背中を見るよう」（河村清明）な位置に陣取った。坂に差し掛かり次第、末脚を発揮し、手応え十分のケイエスミラクルを追いかけていた。しかし残り200メートル、ケイエスミラクルに故障が発生して競走を中止する。ダイイチルビーは失速するケイエスミラクルの外をかわして置き去りにし、その勢いそのまま内側の先行勢を差し切った。対抗馬ケイエスミラクルを喪ったダイイチルビーは以後独走する。4番手で直線に向いた11番人気ナルシスノワール、2番手で向いた6番人気ハスキーハニーに4馬身差をつけて先頭で入線を果たす。
ダイイチルビーはGI2勝目。史上初めて牡馬と戦うGI競走を2勝した牝馬となった。また総獲得賞金は4億円に到達し、牝馬の歴代最高賞金記録を更新した。また走破タイム1分7秒6は、前年のバンブーメモリーよりも0.2秒速いレースレコード。またこの年の11月、約半月前にサクラミライが樹立したコースレコード・日本レコードタイ記録だった。騎乗した河内は「この距離では現時点で、いちばん強い馬だと思います。1600メートルまでならほんとうに安定しています。（中略）まだまだ楽しませてくれそうです。」と述べていた。
この年のJRA賞では、176票中172票を集めて最優秀5歳以上牝馬、151票を集めて最優秀スプリンターを受賞している。その他、年度代表馬選考では12票を集めて、トウカイテイオーやメジロマックイーンに次ぐ第3位。最優秀父内国産馬選考では14票を集めて、先の2頭に次ぐ第3位だった。

#### 引退
翌1992年、6歳も現役を続行したが、ダイイチルビーには発情（フケ）が出ており、母親になりたがっていた。闘志を失って顔が「優しい顔」（伊藤）だったという。そのような状態でマイラーズカップ（GII）で始動。ダイタクヘリオスとの再戦となるも1番人気に支持されたが、フケに加えて負担重量58キログラムもあり、6着に敗れた。それから京王杯スプリングカップ（GII）でも1番人気に支持されたが5着。5月17日の安田記念では、4番人気に支持だったが、ヤマニンゼファーに1.6秒離された15着。この直後に引退が決定し、5月27日付でJRAの競走馬登録を抹消された。この年の目標の一つには、高松宮杯三代同一重賞優勝があったが、それを待たずして引退、その夢は潰えている。

## 繁殖牝馬時代
競走馬引退後は、辻本がダイイチルビーのために北海道三石町に開設した、ダイイチ牧場で繁殖牝馬となる。一時期は、北海道安平町のノーザンファームにも繋養された。2007年4月26日、ダイイチ牧場にて蹄葉炎のため20歳で死亡する。7頭の仔を遺した。
中でも1994年生産の初仔ダイイチシガー（父:トニービン）は、1997年のクイーンカップ（GIII）ではオレンジピール、プロモーションに次ぐ3着。サンケイスポーツ賞4歳牝馬特別（GII）ではオレンジピールに次ぐ2着。続く優駿牝馬（オークス）（GI）ではメジロドーベル、ナナヨーウイングに次ぐ3着となっている。

## 競走成績
以下の内容は、netkeiba.comおよびJBISサーチ、『優駿』、『競馬名馬読本3』の情報に基づく。
| 競走日     | 競馬場 | 競走名            | 格   | 距離 （馬場） | 頭 数 | 枠 番 | 馬 番 | オッズ （人気） | 着順 | タイム （上り3F） | 着差 | 騎手     | 斤量 [kg] | 1着馬 （2着馬）        | 馬体重 [kg] |
| ---------- | ------ | ----------------- | ---- | ------------- | ----- | ----- | ----- | --------------- | ---- | ----------------- | ---- | -------- | --------- | ---------------------- | ----------- |
| 1990.02.25 | 阪神   | 4歳新馬           |      | 芝1600m（重） | 9     | 8     | 8     | 01.2（1人）     | 01着 | 1:37.9 (-)        | -0.9 | 武豊     | 52        | （ヒダカアルテミス）   | 468         |
| 0000.03.24 | 阪神   | アネモネ賞        | 5下  | 芝1600m（良） | 11    | 8     | 10    | 01.2（1人）     | 01着 | 1:36.6 (-)        | -0.3 | 武豊     | 53        | （マキハタグロリー）   | 468         |
| 0000.04.08 | 阪神   | 忘れな草賞        | OP   | 芝2000m（重） | 16    | 3     | 5     | 01.3（1人）     | 02着 | 2:05.4 (-)        | -0.4 | 武豊     | 54        | トーワルビー           | 464         |
| 0000.04.29 | 東京   | 4歳牝馬特別（東） | GII  | 芝2000m（良） | 16    | 7     | 13    | 02.9（1人）     | 02着 | 2:01.5 (36.2)     | -0.0 | 増沢末夫 | 54        | キョウエイタップ       | 454         |
| 0000.05.20 | 東京   | 優駿牝馬          | GI   | 芝2400m（良） | 20    | 2     | 4     | 06.8（2人）     | 05着 | 2:27.1 (-)        | -1.0 | 武豊     | 55        | エイシンサニー         | 458         |
| 0000.10.21 | 京都   | ローズS           | GII  | 芝2000m（良） | 14    | 3     | 4     | 03.2（1人）     | 05着 | 2:01.1 (-)        | -0.5 | 武豊     | 55        | カツノジョオー         | 464         |
| 1991.01.07 | 京都   | 洛陽S             | OP   | 芝1600m（良） | 16    | 1     | 1     | 03.8（2人）     | 02着 | 1:35.2 (-)        | -0.1 | 河内洋   | 52        | プリティハット         | 470         |
| 0000.01.27 | 京都   | 京都牝馬特別      | GIII | 芝1600m（良） | 16    | 1     | 2     | 04.9（3人）     | 01着 | 1:34.8 (-)        | -0.1 | 河内洋   | 52        | （ユーセイフェアリー） | 468         |
| 0000.02.24 | 中山   | 中山牝馬S         | GIII | 芝1800m（良） | 14    | 5     | 7     | 02.9（1人）     | 03着 | 1:47.9 (35.0)     | -0.3 | 河内洋   | 56        | ユキノサンライズ       | 460         |
| 0000.04.21 | 東京   | 京王杯スプリングC | GII  | 芝1400m（良） | 18    | 8     | 16    | 06.7（3人）     | 01着 | 1:21.5 (35.3)     | -0.3 | 河内洋   | 54        | （ユキノサンライズ）   | 458         |
| 0000.05.12 | 東京   | 安田記念          | GI   | 芝1600m（良） | 16    | 2     | 4     | 05.7（2人）     | 01着 | 1:33.8 (35.3)     | -0.2 | 河内洋   | 55        | （ダイタクヘリオス）   | 468         |
| 0000.07.07 | 中京   | 高松宮杯          | GII  | 芝2000m（良） | 8     | 8     | 8     | 01.4（1人）     | 02着 | 1:59.4 (36.2)     | -0.0 | 河内洋   | 57        | ダイタクヘリオス       | 476         |
| 0000.10.26 | 京都   | スワンS           | GII  | 芝1400m（良） | 16    | 6     | 12    | 02.5（1人）     | 02着 | 1:20.6 (-)        | -0.0 | 河内洋   | 57        | ケイエスミラクル       | 470         |
| 0000.11.17 | 京都   | マイルCS          | GI   | 芝1600m（良） | 15    | 3     | 5     | 01.8（1人）     | 02着 | 1:35.2 (-)        | -0.4 | 河内洋   | 55        | ダイタクヘリオス       | 466         |
| 0000.12.15 | 中山   | スプリンターズS   | GI   | 芝1200m（良） | 16    | 6     | 12    | 03.0（2人）     | 01着 | 1:07.6 (34.3)     | -0.7 | 河内洋   | 55        | （ナルシスノワール）   | 460         |
| 1992.03.01 | 阪神   | マイラーズC       | GII  | 芝1600m（良） | 11    | 6     | 6     | 01.7（1人）     | 06着 | 1:37.6 (-)        | -1.4 | 河内洋   | 58        | ダイタクヘリオス       | 466         |
| 0000.04.25 | 東京   | 京王杯スプリングC | GII  | 芝1400m（良） | 13    | 7     | 10    | 02.1（1人）     | 05着 | 1:22.1 (35.4)     | -1.6 | 河内洋   | 57        | ダイナマイトダディ     | 464         |
| 0000.05.17 | 東京   | 安田記念          | GI   | 芝1600m（良） | 18    | 8     | 16    | 07.5（4人）     | 15着 | 1:35.4 (37.7)     | -1.6 | 河内洋   | 55        | ヤマニンゼファー       | 464         |

- 枠番・馬番の太字強調は、単枠指定を示す。

## 繁殖成績
|       | 馬名               | 誕生年 | 性         | 毛色   | 父                 | 厩舎               | 馬主        | 戦績    | 主な成績    | 供用 | 出典    |
| ----- | ------------------ | ------ | ---------- | ------ | ------------------ | ------------------ | ----------- | ------- | ----------- | ---- | ------- |
|       | （不受胎）         | 1993年 |            |        | ノーザンテースト   |                    |             |         |             |      | [ 78 ]  |
|       | （不受胎）         | 1993年 | トニービン |        |                    |                    |             |         |             |      | [ 78 ]  |
| 初仔  | ダイイチシガー     | 1994年 | 牝         | 鹿毛   | トニービン         | 伊藤雄二（栗東）   | 辻本春雄    | 8戦2勝  | [ 注釈 11 ] | 繁殖 | [ 85 ]  |
|       | （種付けせず）     | 1995年 |            |        |                    |                    |             |         |             |      | [ 78 ]  |
| 2番仔 | ダイイチビビット   | 1996年 | 牝         | 黒鹿毛 | トニービン         | 伊藤雄二（栗東）   | 辻本春雄    | 10戦3勝 |             | 繁殖 | [ 86 ]  |
| 3番仔 | ダイイチサンデー   | 1997年 | 牡         | 青毛   | サンデーサイレンス | 伊藤雄二（栗東）   | 辻本春雄    | 13戦1勝 |             | 抹消 | [ 87 ]  |
|       | （種付けせず）     | 1998年 |            |        |                    |                    |             |         |             |      | [ 78 ]  |
| 4番仔 | アイアンビューティ | 1999年 | 牝         | 鹿毛   | ブライアンズタイム | 伊藤雄二（栗東） → | 辻本春雄    | 8戦1勝  |             | 繁殖 | [ 91 ]  |
| 5番仔 | ダイイチサイレンス | 2000年 | 騸         | 青鹿毛 | サンデーサイレンス | 山元紀男（園田） → | 立川繁幸 →  | 26戦6勝 |             | 抹消 | [ 96 ]  |
|       | （不受胎）         | 2001年 |            |        | エルコンドルパサー |                    |             |         |             |      | [ 78 ]  |
| 6番仔 | ダイイチルビーの02 | 2002年 | 牡         | 青鹿毛 | エルコンドルパサー |                    |             |         |             |      | [ 97 ]  |
|       | （不受胎）         | 2003年 |            |        | エルコンドルパサー |                    |             |         |             |      | [ 78 ]  |
|       | （生後直死）       | 2004年 |            |        | クロフネ           |                    |             |         |             |      | [ 78 ]  |
| 7番仔 | キャプテンルビー   | 2005年 | 牡         | 芦毛   | クロフネ           | 加用正（栗東） →   | Tスポート → |         |             | 抹消 | [ 103 ] |
|       | （不受胎）         | 2006年 |            |        | シンボリクリスエス |                    |             |         |             |      | [ 78 ]  |
|       | （不受胎）         | 2007年 |            |        | バゴ               |                    |             |         |             |      | [ 78 ]  |

## 血統表
| ダイイチルビーの血統（テスコボーイ系 / Hyperion 4×5=9.38%） | ダイイチルビーの血統（テスコボーイ系 / Hyperion 4×5=9.38%） | ダイイチルビーの血統（テスコボーイ系 / Hyperion 4×5=9.38%） | （血統表の出典）      | （血統表の出典） |
| 父系                                                        | テスコボーイ系                                              | テスコボーイ系                                              | テスコボーイ系        | [ § 2 ]          |
| 父 トウショウボーイ 1973 鹿毛                               | 父の父* テスコボーイ Tesco Boy 1963 黒鹿毛                  | Princely Gift                                               | Nasrullah             | Nasrullah        |
| 父 トウショウボーイ 1973 鹿毛                               | 父の父* テスコボーイ Tesco Boy 1963 黒鹿毛                  | Princely Gift                                               | Blue Gem              |                  |
| 父 トウショウボーイ 1973 鹿毛                               | 父の父* テスコボーイ Tesco Boy 1963 黒鹿毛                  | Suncourt                                                    | Hyperion              | Hyperion         |
| 父 トウショウボーイ 1973 鹿毛                               | 父の父* テスコボーイ Tesco Boy 1963 黒鹿毛                  | Suncourt                                                    | Inquisition           |                  |
| 父 トウショウボーイ 1973 鹿毛                               | 父の母* ソシアルバターフライ Social Butterfly 1957 鹿毛     | Your Host                                                   | Alibhai               | Alibhai          |
| 父 トウショウボーイ 1973 鹿毛                               | 父の母* ソシアルバターフライ Social Butterfly 1957 鹿毛     | Your Host                                                   | Boudoir               |                  |
| 父 トウショウボーイ 1973 鹿毛                               | 父の母* ソシアルバターフライ Social Butterfly 1957 鹿毛     | Wisteria                                                    | Easton                | Easton           |
| 父 トウショウボーイ 1973 鹿毛                               | 父の母* ソシアルバターフライ Social Butterfly 1957 鹿毛     | Wisteria                                                    | Blue Cyprus           |                  |
| 母 ハギノトップレディ 1977 黒鹿毛                           | 母の父* サンシー Sancy 1969 黒鹿毛                          | Sanctus                                                     | Fine Top              | Fine Top         |
| 母 ハギノトップレディ 1977 黒鹿毛                           | 母の父* サンシー Sancy 1969 黒鹿毛                          | Sanctus                                                     | Sanelta               |                  |
| 母 ハギノトップレディ 1977 黒鹿毛                           | 母の父* サンシー Sancy 1969 黒鹿毛                          | Wordys                                                      | Worden                | Worden           |
| 母 ハギノトップレディ 1977 黒鹿毛                           | 母の父* サンシー Sancy 1969 黒鹿毛                          | Wordys                                                      | Princesse d'Ys        |                  |
| 母 ハギノトップレディ 1977 黒鹿毛                           | 母の母イットー 1971 黒鹿毛                                  | *ヴェンチア Venture                                         | Relic                 | Relic            |
| 母 ハギノトップレディ 1977 黒鹿毛                           | 母の母イットー 1971 黒鹿毛                                  | *ヴェンチア Venture                                         | Rose o'Lynn           |                  |
| 母 ハギノトップレディ 1977 黒鹿毛                           | 母の母イットー 1971 黒鹿毛                                  | ミスマルミチ                                                | *ネヴァービート       | *ネヴァービート  |
| 母 ハギノトップレディ 1977 黒鹿毛                           | 母の母イットー 1971 黒鹿毛                                  | ミスマルミチ                                                | キユーピツト F-No.7-e |                  |
| 母系(F-No.)                                                 | 7号族(FN:7-e)                                               | 7号族(FN:7-e)                                               | 7号族(FN:7-e)         | [ § 3 ]          |
| 5代内の近親交配                                             | Hyperion4×5                                                 | Hyperion4×5                                                 | Hyperion4×5           | [ § 4 ]          |
| 出典                                                        | 1. 2. 3. 4.                                                 | 1. 2. 3. 4.                                                 | 1. 2. 3. 4.           | 1. 2. 3. 4.      |